# استيراد

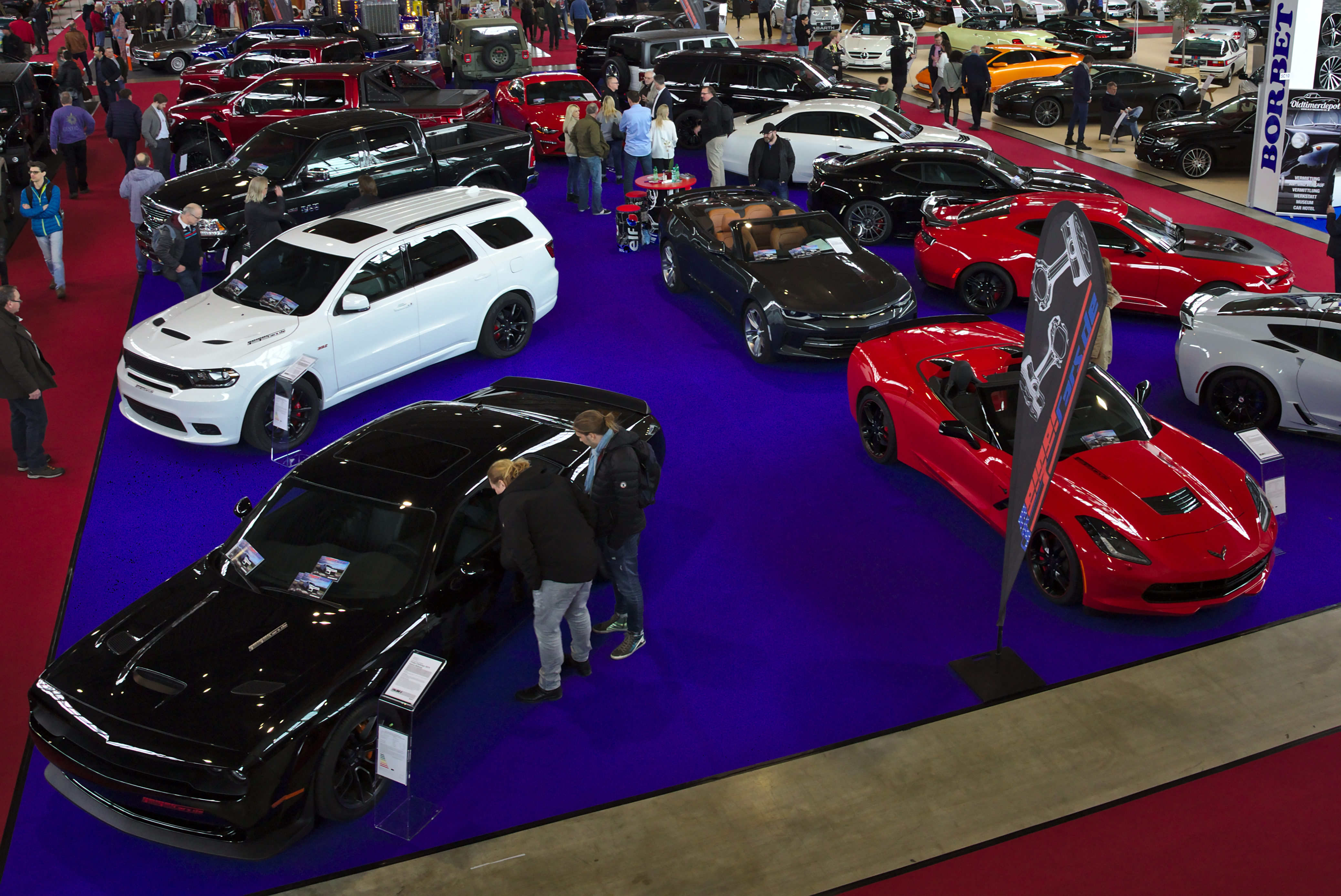

الاستيراد (بالإنجليزية: Import)‏ هو جلب السلع وَالخدمات من بلد أجنبي من أجل بيعها والاستفادة منها، وتعدّ عكس التصدير، ويعدّ الاستيراد والتصدير المعاملات المالية الخاصة بالتجارة الدولية.
هو استقبال الدولة للتصدير من الدولة المرسلة. الاستيراد والتصدير هما المحددتان الأساسيتان للتحولات المالية للتجارة الدولية.
في التجارة الدولية، يجري تقييد استيراد وتصدير البضائع بحصص الاستيراد وتفويضات من سلطة الجمارك. يجوز لسلطات الاستيراد والتصدير فرض تعريفة (ضريبة) على البضائع. وأيضًا، يخضع استيراد وتصدير البضائع لاتفاقيات تجارية بين سلطات الاستيراد والتصدير.

## التعريف
تتكون «الواردات» من المعاملات في السلع والخدمات المتوجهة إلى مقيم في ولاية قضائية (مثل الدولة) مرسلة من غير المقيمين فيها. يشمل التعريف الدقيق للواردات في الحسابات القومية ويستبعد حالات «حدودية» محددة. الاستيراد هو عملية شراء أو الحصول على منتجات أو خدمات من بلد آخر أو من سوق آخر غير بلدك. تعتبر الواردات مهمة للاقتصاد لأنها تسمح لأي بلد بتوريد منتجات أو خدمات معينة غير موجودة أو نادرة أو عالية التكلفة أو منخفضة الجودة إلى سوقها من بلدان أخرى.

## يرد أدناه تحديد عام للواردات في الحسابات القومية
يحدث استيراد سلعة عندما يكون هناك تغيير في الملكية من غير مقيم إلى مقيم؛ هذا لا يعني بالضرورة أن السلعة المعنية تعبر الحدود فعليًا. ومع ذلك، في حالات محددة، تأخذ الحسابات القومية تغييرات الملكية بعين الاعتبار على الرغم من عدم حدوث أي تغيير في الملكية من الناحية القانونية (مثل التأجير التمويلي عبر الحدود، والتسليم عبر الحدود بين الشركات التابعة لنفس المؤسسة، والسلع العابرة للحدود للمعالجة الهامة للطلب أو الإصلاح). ويجب تضمين البضائع المهربة في قياس الواردات، وتتكون واردات الخدمات من جميع الخدمات التي يقدمها غير المقيمين للمقيمين. في الحسابات القومية، تُسجل أي مشتريات مباشرة من قبل المقيمين خارج الإقليم الاقتصادي لبلد ما على أنها واردات للخدمات؛ وتعد جميع نفقات السائحين في المنطقة الاقتصادية لبلد آخر جزءًا من واردات الخدمات. يجب أيضًا تضمين التدفقات الدولية للخدمات غير القانونية.
يجري الحصول على البيانات المتعلقة بالتجارة الدولية في السلع في الغالب من خلال التصريحات إلى خدمات الجمارك. إذا كان بلد ما يطبق نظام التجارة العامة، تسجل جميع السلع التي تدخل البلد على أنها واردات. إذا كان نظام التجارة الخاصة (مثل إحصاءات التجارة خارج الاتحاد الأوروبي) مطبقًا، فإن البضائع التي تسلُم في المستودعات الجمركية لا تسجلُ في إحصاءات التجارة الخارجية ما لم تنقل لاحقًا إلى التداول الحر للبلد المستورد.
هناك حالة خاصة هي إحصاءات التجارة داخل الاتحاد الأوروبي. نظرًا إلى أن البضائع تتحرك بحرية بين الدول الأعضاء في الاتحاد الأوروبي بدون ضوابط جمركية، يجب الحصول على إحصاءات التجارة في السلع بين الدول الأعضاء من خلال الدراسات الاستقصائية. لتقليل العبء الإحصائي على صغار التجار المستجيبين، يستبعد التجار من لم يلتزم بالإبلاغ، ويستند التسجيل الإحصائي للتجارة في الخدمات إلى التصريحات الصادرة عن البنوك لبنوكها المركزية أو من خلال استطلاعات للمشغلين الرئيسيين. في ظل اقتصاد معولم يمكن تقديم الخدمات عبر الوسائل الإلكترونية (مثل الإنترنت)، يصعب تحديد التدفقات الدولية للخدمات ذات الصلة، ولا تسجل الإحصاءات الأساسية عن التجارة الدولية البضائع المهربة أو التدفقات الدولية للخدمات غير القانونية. أيضًا، يتم تضمين جزء صغير من السلع المهربة والخدمات غير القانونية في إحصاءات التجارة الرسمية من خلال الشحنات الوهمية أو الإقرارات الوهمية التي تعمل على إخفاء الطبيعة غير القانونية للأنشطة.

## الميزان التجاري
يكون لدى بلد ما طلب على الاستيراد عندما يكون سعر السلعة (أو الخدمة) في السوق العالمية أقل من سعرها في السوق المحلية.
الميزان التجاري، هو الفرق بين قيمة جميع السلع (والخدمات) التي يصدرها بلد ما وقيمة البضائع التي يستوردها البلد. يحدث العجز التجاري عندما تكون الواردات أكبر من الصادرات. تتأثر الواردات بشكل أساسي بدخل الدولة ومواردها الإنتاجية. مثُلُا، تستورد الولايات المتحدة النفط من كندا على الرغم من أن الولايات المتحدة لديها النفط وأن كندا تستخدم النفط. بالإضافة إلى ذلك، فإن المستهلكين في الولايات المتحدة على استعداد لدفع المزيد مقابل برميل النفط الإضافي أكثر مما يدفعه المستهلكون الكنديون، نظرًا لوجود طلب على النفط في الولايات المتحدة أكثر من النفط المنتج.
في نظرية الاقتصاد الكلي، يمكن نمذجة قيمة الواردات كدالة للاستيعاب المحلي (الإنفاق على كل شيء، بغض النظر عن المصدر) وسعر الصرف الحقيقي. يؤثر هذان العاملان الأكثر أهمية على الواردات وكلاهما له تأثير إيجابي على الواردات.

## أنواع الاستيراد
هناك نوعان أساسيان من الاستيراد:
السلع الصناعية والاستهلاكية
السلع والخدمات الوسيطة
تستورد الشركات السلع والخدمات لتزويد السوق المحلي بسعر أرخص وجودة أفضل من السلع المنافسة المصنعة في السوق المحلية. تقوم الشركات باستيراد منتجات غير متوفرة في السوق المحلي.

## هناك ثلاثة أنواع واسعة من المستوردين
البحث عن أي منتج في جميع أنحاء العالم للاستيراد والبيع، والبحث عن مصادر أجنبية للحصول على منتجاتهم بأرخص الأسعار، واستخدام مصادر أجنبية كجزء من سلسلة التوريد العالمية الخاصة بهم.
يشير الاستيراد المباشر إلى نوع من الاستيراد التجاري يشمل بائع تجزئة رئيسيًا (مثل وول مارت) ومصنعًا خارجيًا. يشتري بائع التجزئة عادةً المنتجات المصممة من قبل الشركات المحلية والتي يمكن تصنيعها في الخارج. في برنامج الاستيراد المباشر، يتجاوز بائع التجزئة المورد المحلي (الرجل الوسيط العام) ويشتري المنتج النهائي مباشرةً من الشركة المصنعة، وربما يوفر في بيانات التكلفة المضافة على قيمة الواردات وكمياتها التي غالبًا ما تُصنف حسب القوائم التفصيلية للمنتجات المتوفرة في المجموعات الإحصائية الخاصة بالتجارة الدولية التي تنشرها الخدمات الإحصائية للمنظمات الحكومية الدولية مثلUNSD FAOSTAT ،OECD ، والمعاهد الإحصائية الوطنية مثلEurostat  والمعاهد الإحصائية الوطنية. متضمنة السلع الصناعية والاستهلاكية.

## استيراد البضائع
تستورد وتصرح وتدفع الرسوم الجمركية من قبل المستورد المسجل، والذي يكون إما مالك البضاعة أو المشتري أو المخلص الجمركي المرخص له.